# Mackenzie Foy
Mackenzie Foy (sinh ngày 10 tháng 11 năm 2000) là một người mẫu, nữ diễn viên người Mỹ. Cô được biết đến qua vai diễn Renesmee Cullen - con gái của cặp đôi Bella (Kristen Stewart) và Edward (Robert Pattinson) trong Hừng Đông.

## Đời sống
Mackenzie Foy sinh ngày 10 tháng 11 năm 2000, sống tại Los Angeles, California. Gia đình có bố mẹ và hai anh trai, vật nuôi là chú chó Firefly. Ước mơ là được trở thành một đạo diễn phim, thích kem và phô mai Macaroni. Ngoài công việc diễn xuất, Mackenzie còn luyện tập Taekwondo và múa Ballet. Bạn thân của cô là nữ diễn viên nhí Yara Shahidi.

## Sự nghiệp
Foy bắt đầu sự nghiệp làm người mẫu năm 4 tuổi, quảng cáo cho nhiều hãng thời trang nổi tiếng như Garnet Hill, Polo Ralph Lauren, Guess, Công ty Walt Disney, Mattel, Target Corporation, Monnalisa, Jill Stuart, Vogue Japan, Talbots và GAP 1969. Ngoài ra, cô còn xuất hiện trong nhiều quảng cáo thương mại bao gồm Burger King, Kohl's, BlackBerry, Comcast, Pantene và AT&T.
Năm 2006, Foy có một vai diễn nhỏ trong Phép thuật (phim truyền hình). Trong những năm 2009-2010, em cũng xuất hiện hàng loạt trong nhiều series phim gồm có 'Til Death (vai diễn phụ), FlashForward vai Katie Erskine, và cuối cùng là bộ phim hành động Hawaii Five-0.
Cùng năm đó, Mackenzie Foy đã có bước đột phá lớn khi đạo diễn của bộ phim Chạng Vạng quyết định mời em thử vai Renesmee Cullen - con gái của cặp đôi đình đám Bella và Edward. Cho đến hiện nay, Foy được cho vào danh sách những nghệ sĩ được mong đợi nhất trên màn ảnh rộng năm 2012. Foy đã tham gia một tập phim kinh dị trong series R.L Stine's The Haunting Hour ra mắt ngày mùng 4 tháng 2 - tập phim đầu tiên em tham gia với vai trò nhân vật chính - Natalie, một cô bé sống với ông của mình, rồi phát hiện ra một trong những con búp bê sống dậy và nó có ý định xấu xa.
Năm 2011, cô cùng với Chandler Canterbury tham gia bộ phim Plastic Jesus của Erica Dunton sẽ công chiếu vào năm 2013, và tháng 2 năm 2012, cô có trong dàn diễn viên đóng phim kinh dị của James Wan là Ám ảnh kinh hoàng, ban đầu có tựa đề là The Warren Files. Phim bắt đầu khởi quay vào ngày 21 tháng 2 tại North Carolina, và ra mắt vào ngày 19 tháng 7 năm 2013.
Ngày 10 tháng 10 năm 2012, Foy tham gia Wish You Well, bộ phim chuyển thể từ cuốn sách của David Baldacci mà cô được đóng vai chính. Bộ phim đạo diễn bởi Darnell Martin, cũng quy tụ dàn diễn viên là Josh Lucas, Ellen Bursty, Ned Bellamy, Laura Fraser, Seamus Davey-Fitzpatrick và Alano Miller. Ngày 17 tháng 11 năm 2012, Foy xuất hiện trong một tập khác của R.L. Stine's The Haunting Hour, đóng vai Georgia Lomin. Tháng 7 năm 2013, Foy được công bố là diễn viên chính trong bộ phim Interstellar của Christopher Nolan, cũng hội tụ dàn diễn viên Anne Hathaway, Jessica Chastain, Michael Caine, Matthew McConaughey và Casey Affleck.

## Phim
| Phim       | Phim                               | Phim                      | Phim                            |
| Năm        | Phim                               | Vai diễn                  | Ghi chú                         |
| ---------- | ---------------------------------- | ------------------------- | ------------------------------- |
| 2011       | Hừng Đông phần 1                   | Renesmee Cullen           |                                 |
| 2012       | Hừng Đông phần 2                   | Renesmee Cullen           |                                 |
| 2013       | Ám ảnh kinh hoàng                  | Cindy Perron              |                                 |
| 2013       | Wish You Well                      | Louisa "Lou" Mae Cardinal |                                 |
| 2013       | Black Eyed Dog                     | Daisy                     |                                 |
| 2014       | The Cookie Mobsters                | Sally                     |                                 |
| 2014       | Ernest & Celestine                 | Celestine                 | Lồng tiếng                      |
| 2014       | Interstellar                       | Murph hồi nhỏ             |                                 |
| 2014       | The Boxcar Children                | Violet                    |                                 |
| 2015       | Hoàng Tử Bé                        | Cô gái nhỏ                | Lồng tiếng                      |
| 2018       | The Nutcracker and the Four Realms | Clara Stahlbaum           |                                 |
| 2020       | Black Beauty                       | Jo Green                  |                                 |
| 2022       | The Man Who Saved Paris            |                           |                                 |
| Television |                                    |                           |                                 |
| Năm        | Hiển thị                           | Vai diễn                  | Ghi chú                         |
| 2006       | Phép thuật (phim truyền hình)      | Cô bé trong nhà trẻ       | Vai diễn nhỏ                    |
| 2006       | Good Day L.A                       | Người mẫu nhí             | 1 tập: "Người mẫu nhí của Lisa" |
| 2009       | 'Til Death                         | Cô gái nhỏ                | 1 tập: "No Complaints"          |
| 2009       | FlashForward                       | Katie Erskine             | 1 tập: "Blowback"               |
| 2010       | Hawaii Five-0                      | Lily Wilson               | Vai diễn phụ                    |
| 2012       | R.L Stine's The Haunting Hour      | Natalie                   | 1 tập: "The Return Of Lilly.D"  |
| 2013       | R.L Stine's The Haunting Hour      | Georgia Lomin             | 1 tập: "Red Eye"                |

## Giải thưởng
| Năm  | Giải               | Hạng mục                                                            | Công việc           | Kết quả   | Ref.        |
| ---- | ------------------ | ------------------------------------------------------------------- | ------------------- | --------- | ----------- |
| 2013 | Giải Mâm xôi vàng  | Golden Raspberry Award for Cặp đôi tệ nhất (với Taylor Lautner)     | Hừng Đông (phim)    | Đoạt giải | [ 1 ]       |
| 2013 | Giải Mâm xôi vàng  | Golden Raspberry Award for Sự phối hợp tệ nhất (với đoàn diễn viên) | Hừng Đông (phim)    | Đoạt giải | [ 1 ]       |
| 2013 | Young Artist Award | Best Performance in a Feature Film - Supporting Young Actress       | Hừng Đông (phim)    | Đề cử     | [ 2 ] [ 3 ] |
| 2014 | BFCA Awards        | Best Young Actress                                                  | Interstellar (phim) | Đoạt giải |             |